# Раджья сабха

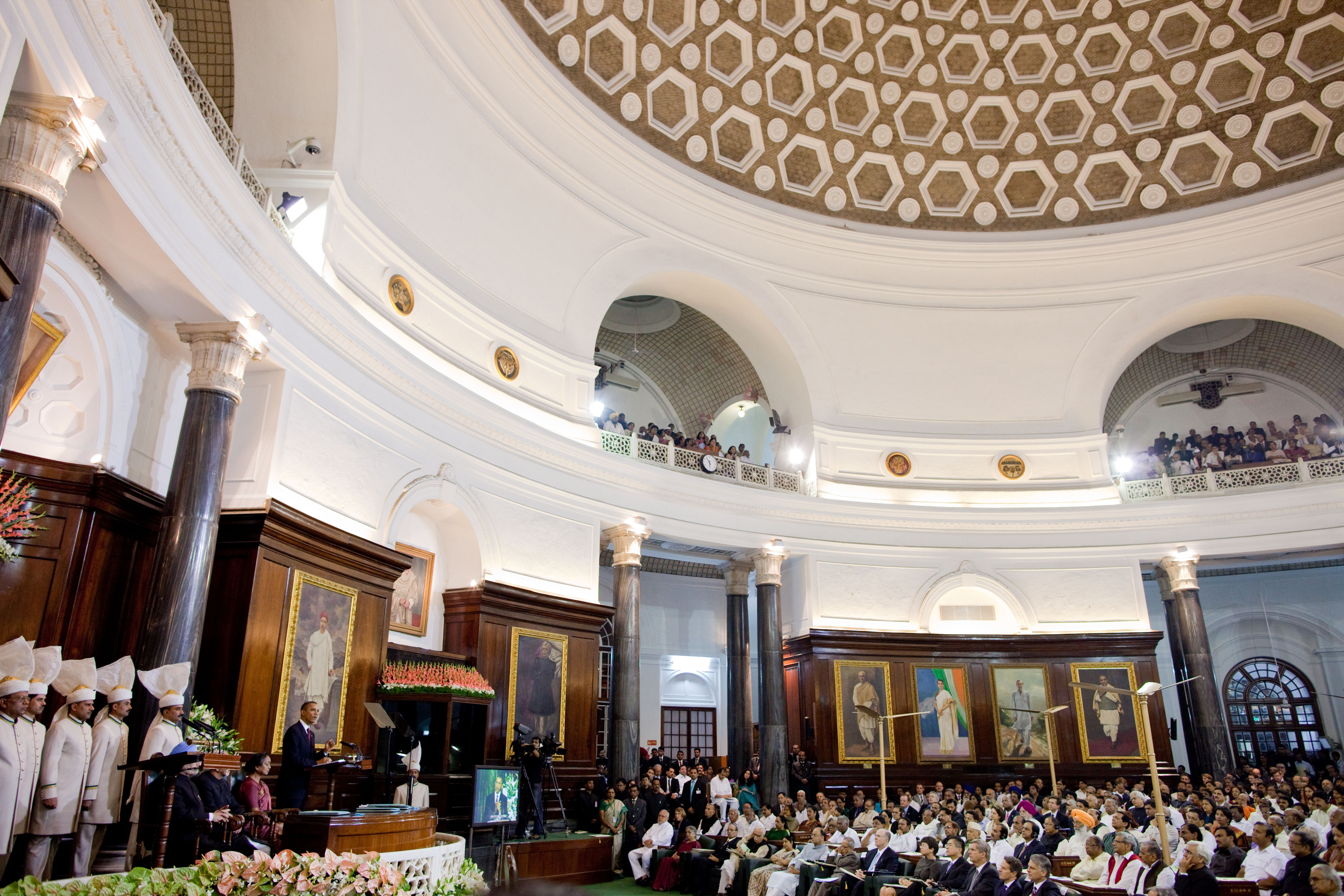
Выступление Барака Обамы в Раджья сабхе

Раджья Сабха (хинди राज्य सभा, англ. Rajya Sabha), или Совет штатов (хинди राज्यों की परिषद, англ. Council of States) — верхняя палата Парламента Индии.

## Требования к кандидатам
Кандидат в члены Раджья Сабха должен:
- Быть гражданином Индии
- Быть не моложе 30 лет
- Не иметь судимости
- Не быть неплатёжеспособным
- Не занимать должностей в правительстве Индии
- Не иметь психических расстройств и заболеваний

## Состав
По состоянию на 2022 год Раджья Сабха состоит из 245 членов, из которых 238 избираются членами законодательных собраний штатов и союзных территорий. Некоторые небольшие союзные территории, такие как Андаманские и Никобарские острова, Чандигарх, Дадра и Нагар-Хавели и Даман и Диу, Ладакх и Лакшадвип, не имеющие своих законодательных собраний, не имеют представительства в палате. 12 членов Раджьи Сабхи назначаются президентом Индии за особые заслуги в искусствах, науках и общественной деятельности. Они, согласно статье 55 конституции Индии, не имеют права голоса на президентских выборах. Срок действия депутатских мандатов ограничен 6 годами, треть палаты переназначается каждые два года. 
Некоторые штаты имеют куда больше представителей в палате нежели более густонаселённые штаты. К примеру, Тамил Наду имеет 18 представителей на 72 миллиона жителей (в 2011 году), тогда как Бихар (на 104 миллиона) и Западная Бенгалия (на 91 миллион) избирают только 16.

## Полномочия
Законодательные полномочия верхней палаты идентичны полномочиям нижней палаты парламента Индии, однако, в отличие от неё, Раджья Сабха не может быть распущена.
Конституция уполномочивает парламент Индии принимать законы по вопросам, отнесенным к компетенции штатов. Однако это может быть сделано исключительно в том случае, если Раджья Сабха сначала примет резолюцию большинством в две трети голосов, предоставляющую такие полномочия союзному парламенту. Союзное правительство не может издавать закон по вопросам, отнесенным к компетенции штатов, без позволения Раджья Сабхи.
Союзное правительство оставляет за собой право принимать законы, непосредственно затрагивающие интересы граждан во всех штатах, тогда как один штат сам по себе оставляет за собой право принимать правила законы своего региона. Если какой-либо законопроект проходит через Раджья Сабху, это означает, что большинство штатов хотят, чтобы это произошло. Таким образом, Раджья Сабха играет жизненно важную роль в защите культуры и интересов штатов и их жителей.

## Совместные заседания Лок Сабхи и Раджья Сабхи
В случае конфликта решений двух палат парламента президентом Индии созывается совместное заседание. Совместное заседание созывается, если одна палата либо отклонила законопроект, принятый другой палатой, либо не приняла никаких поправок по законопроекту, переданному ей другой палатой в течение полугода, либо же не согласилась с поправками, предложенными Лок Сабхой по законопроекту, принятому ей. Поскольку членов нижней палаты вдвое больше, де-факто нижняя палата имеет право вето.
Совместные заседания парламента Индии крайне редки и подобных случаев было всего 3, последний в 2002 году из-за принятия нового антитеррористического законодательства.

## Руководство

### Спикер
Спикер Раджья Сабхи одновременно является Вице-президентом Индии.

### Лидер палаты
Помимо Спикера и его заместителей, существует должность Лидера палаты. Лидер палаты всегда является членом кабинета министров. Это может быть также премьер-министр, если он является избранным членом Раджьи Сабхи. 

### Лидер оппозиции
Лидером оппозиции считается лидер второй крупнейшей партии, представленной в Раджье Сабхе.

### Генеральный секретарь
Генеральный секретарь возглавляет Секретариат Раджьи Сабхи. Ранг Генерального секретаря идентичен рангу Генерального секретаря Правительства Индии.

## Секретариат
Секретариат Раджьи Сабхи был создан в соответствии со статьёй 98 конституции Индии. 
В компетенцию секретариата входят составление и публикация отчётов о заседаниях Раджьи Сабхи, решение кадровых вопросов и обеспечивание удобства членам Раджьи Сабхи.